# Caryophylliidae
Caryophylliidae é uma família de cnidários antozoários da subordem Caryophylliina, ordem Scleractinia.

## Géneros
Seguem os gêneros da família:
- Angelismilia (Reig Oriol, 1988 †)
- Anomocora (Studer, 1878)
- Antillocyathus (Wells, 1937 †)
- Asterosmilia (Duncan, 1867 †)
- Aulocyathus (Marenzeller, 1904)
- Bathycyathus (Milne Edwards & Haime, 1848)
- Blastocyathus (Reuss, 1865 †)
- Bourneotrochus (Wells, 1984)
- Brachiatusmilia (Alloiteau & Tissier, 1958 †)
- Caryophyllia (Lamarck, 1801)
- Caryosmilia (Wanner, 1902 †)
- Ceratotrochus (Milne Edwards & Haime, 1848)
- Cereiophyllia (Barta-Calmus, 1973 †)
- Clonosmilia (Chevalier, 1963 †)
- Coenocyathus (Milne Edwards & Haime, 1848)
- Coenosmilia (Pourtalès, 1874)
- Colangia (Pourtalès, 1871)
- Concentrotheca (Cairns, 1979)
- Confluphyllia (Cairns & Zibrowius, 1997)
- Conotrochus (Seguenza, 1864)
- Crispatotrochus (Tenison-Woods, 1878)
- Dasmosmilia (Pourtalès, 1880)
- Dendrosmilia (Milne Edwards & Haime, 1848 †)
- Desmophyllum (Ehrenberg, 1834)
- Discocyathus (Milne Edwards & Haime, 1848 †)
- Distolotrochus (Kitahara & Cairns, 2021)
- Ericiocyathus (Cairns & Zibrowius, 1997)
- Euafricana (Ceccolini & Cianferoni, 2021)
- Faksephyllia (Floris, 1972 †)
- Faustinotrochus (Kitahara & Cairns, 2021)
- Frescocyathus (Barta-Calmas, 1969 †)
- Ghirobocyathus (Barta-Calmas, 1969 †)
- Goniocorella (Yabe & Eguchi, 1932)
- Heterocyathus (Milne Edwards & Haime, 1848)
- Hoplangia (Gosse, 1860)
- Labyrinthocyathus (Cairns, 1979)
- Leptocyathus (Milne Edwards & Haime, 1850 †)
- Lochmaeotrochus (Alcock, 1902)
- Lophosmilia (Milne Edwards & Haime, 1848 †)
- Monohedotrochus (Kitahara & Cairns, 2005)
- Multiplexcyathus (Kitahara & Cairns, 2021)
- Nomlandia (Durham & Barnard, 1952)
- Oxysmilia (Duchassaing, 1870)
- Paraconotrochus (Cairns & Parker, 1992)
- Paracyathus (Milne Edwards & Haime, 1848)
- Parasmilia (Milne Edwards & Haime, 1848 †)
- Phacelocyathus (Cairns, 1979)
- Phyllangia {{pequeno|(Milne Edwards & Haime, 1848
- Placocyathus {{pequeno|(Milne Edwards & Haime, 1848 †
- Platycyathus {{pequeno|(de Fromentel, 1862 †
- Polycyathus (Duncan, 1876)
- Pourtalosmilia (Duncan, 1884)
- Premocyathus (Yabe & Eguchi, 1942)
- Rhizosmilia (Cairns, 1978)
- Sclerhelia (Milne Edwards & Haime, 1850)
- Smilotrochus (Milne Edwards & Haime, 1851 †)
- Solenosmilia (Duncan, 1873)
- Sphenotrochopsis (Alloiteau & Tissier, 1958 †)
- Stephanocyathus (Seguenza, 1864)
- Stephanosmilia (de Fromentel, 1862 †)
- Stylocyathus (d'Orbigny, 1849 †)
- Stylotrochus (de Fromentel, 1862 †)
- Sympodangia (Cairns & Zibrowius, 1997)
- Tethocyathus (Kühn, 1933)
- Thalamophyllia (Duchassaing, 1870)
- Thecocyathus (Milne Edwards & Haime, 1848 †)
- Trochocyathus (Milne Edwards & Haime, 1848)
- Vaughanella (Gravier, 1915)
- Vielicyathus (Morycowa & Roniewicz, 1987 †)
- Vivesastraea (Alloiteau & Tissier, 1958 †)